# Kawasaki Ki-45
The Kawasaki Ki-45 Toryu (屠龍, "Assassino de Dragões") foi um caça pesado bilugar, monoplano e bimotor, desenvolvido para a Marinha Imperial Japonesa e para o Exército Imperial Japonês durante a Segunda Guerra Mundial. O nome de código dado pelos aliados era "Nick".

## Desenvolvimento
O projeto do Ki-45 seguiu o projecto padrão dos caças pesados bimotor que se faziam na época. Os motores foram montados numa fuselagem monoplana de asa baixa, cada motor em ambos os lados da fuselagem aerodinâmica, suspensos cada um por baixo de uma asa. Os motores seriam dois Mitsubishi Ha-102. As acomodações consistiam em dois lugares para tripulantes em um cockpit envidraçado dividido ao meio. Uma única cauda compunha o design de cauda padrão, dando ao Ki-45 uma aparência identificável semelhante a Messerschmitt Bf 110. O armamento base do Ki-45 consistia em um canhão de 20 mm, dois de 12,7 mm (metralhadoras de calibre .50 montadas no nariz) e uma única metralhadora de defesa de 7,92 mm na posição traseira do cockpit, permitindo ao atirador defender uma aeronave inimiga em caso de perseguição. O modelo Ki-45 KAIb apareceu pouco depois de a aeronave entrar em produção, e foi projectado como uma variante dedicada ao ataque contra alvos terrestres / antitransporte. Este novo sistema exibia um canhão de 20 mm no nariz, um canhão de 37 milímetros montado na fuselagem, e a metralhadora padrão de 7,92 mm na parte de trás do cockpit. Adicionalmente, esta nova versão também manteve a provisão de transporte de bombas do modelo antecessor. Um canhão de grande calibre (75mm) também foi testado nesta variante para o uso em missões antinavio.

## Uso operacional
O Ki-45 já seria um avião a voar os céus do Japão ainda na sua forma de protótipo, no ano de 1939, embora vários problemas de desenvolvimento tenham impedido a produção até Setembro de 1941. Assim que entrou em produção, a aeronave foi rapidamente lançada à acção, de encontro às formações de bombardeiros da Força Aérea do Exército dos Estados Unidos e alcançado particular sucesso contra tipos de aeronaves semelhantes ao B-24 Liberator. Uma plataforma confiável e forte, o caça pesado Ki-45 destacou-se contra esses alvos de movimento lento. O Ki-45 foi também transformado em um caça-nocturno dedicado, na versão Ki-45 KAIc, com canhão de 37 mm obliquamente montado e equipado com radar de busca avançado. Este "modelo C" passou a ser o definitivo Ki-45. Apesar de se apresentar como um sistema excelente nas mãos do Japão, o Ki-45 foi relegado à defesa do país e, com os avanços aliados no Pacífico a serem cada vez mais fortes de ano para ano, faltou ao Japão o uso desta arma em missões ofensivas.

## Variantes
As vezes existem confusões com os diferentes subtipos. A informação abaixo baseia-se no trabalho Japonês, sem a usual informação do "ocidente".
| Variante       | Característica | Notas                            |
| -------------- | --- | -------------------------------- |
| Ki-45          | Protótipo |                                  |
| KI-45 Type 1   | Modelo operacionais modificados |                                  |
| Ki-45 KAI      | Protótipo |                                  |
| Ki-45 KAI      | Série de pré-produção |                                  |
| Ki-45 KAIa     | Toryu: Caça biposto Tipo 2 do exército (Mark A), modelo inicial das séries, com um canhão de 20 milímetros (0,787 polegadas) Ho-3 em posição ventral, duas metralhadoras Ho-103 de 12,7 milímetros (0,500 polegadas) no nariz e uma metralhadora flexível em posição traseira de 7,92 milímetros (0,312 polegadas) |                                  |
| Ki-45 KAIb     | Versão similar ao Ki-45 KAIa coma a substituição do canhão de 20 milímetros por um canhão de campanha Type 94 de 37 milímetros (1,46 polegadas) |                                  |
| Ki-45 KAIc     | Mark C contra objetivos navais equipado com canhão Ho-203 automático de 37 milímetros (1,46 polegadas) no nariz e uma metralhadora em posição traseira de 7,92 milímetros (0,312 polegadas) |                                  |
| Ki-45 KAId     | Mark D, versão modificada do Model B para caça noturno equipado com canhão Ho-203 automático de 37 milímetros (1,46 polegadas) no nariz e dois canhões fixos estilo Schräge Musik em posição dorsal frontal e uma metralhadora Type 98 de 7,92 milímetros (0,312 polegadas) em posição traseira                    |                                  |
| Ki-45 II       | Versão de protótipo monoposto; posteriormente re-designado Kawasaki Ki-96 |                                  |
| Produção total | 1691 ou 1701 | [ nota 4 ] [ nota 5 ] [ nota 6 ] |